# Raúl Alfredo Cascini
Alfredo Raúl Cascini (født 7. april 1971 i Buenos Aires, Argentina) er en argentinsk tidligere fodboldspiller (midtbane). Han spillede for flere store klubber i hjemlandet, samt for franske Toulouse FC. Han vandt både det argentinske mesterskab og Copa Libertadores med Boca Juniors.

## Titler
Primera División Argentina
- 2003 Apertura med Boca Juniors

Copa Libertadores
- 2003 med Boca Juniors

Intercontinental Cup
- 2003 med Boca Juniors

Copa Sudamericana
- 2004 med Boca Juniors